# Uwe Sommerer
Uwe Sommerer (* 2. Juli 1954) ist ein ehemaliger deutscher Fußballspieler. Von 1974 bis 1986 hat er für die SpVgg Bayreuth in der 2. Fußball-Bundesliga 256 Pflichtspiele absolviert und dabei 106 Tore erzielt. Sommerer führt damit die Torschützenliste für Bayreuth in der 2. Bundesliga an.

## Laufbahn
Der seit 1965 die verschiedenen Altersklassen in der Jugendabteilung der Schwarz-Gelben durchlaufene Offensivspieler wurde im Debütjahr der 2. Liga, 1974/75, im Saisonverlauf in den Lizenzkader der Altstädter übernommen, wo zu Beginn der Hinrunde noch Jenő Vincze das Traineramt ausübte. Als Neuzugänge waren Wolfgang Breuer, Norbert Hofmann und Harald Bleckert in die Wagner-Stadt gekommen und das gleichaltrige Sturmtalent Herbert Heidenreich hatte bereits im Vorjahr in der Regionalliga Süd sein Debüt gegeben. Am 1. Dezember 1974, beim Heimspiel gegen den VfR Heilbronn, debütierte der 20-jährige Nachwuchsfußballer in der Lizenzelf der Spielvereinigung. In der 47. Minute erzielte er die 1:0-Führung beim 2:0-Heimerfolg. Bayreuth belegte am Rundenende den neunten Rang und das Talent im Angriff, Uwe Sommerer, hatte in 17 Einsätzen sechs Tore an der Seite der zwei Leistungsträger Wolfgang Breuer und Manfred Größler erzielt. Sommerer, der am linken Flügel oder auch zentral in der Spitze agierte, steigerte bereits in seinem zweiten Jahr in der 2. Bundesliga, 1975/76, unter Vincze-Nachfolger Gerhard Happ, seine Bilanz auf 37 Einsätze und zeichnete sich als 13-facher Torschütze – genau wie Herbert Heidenreich – aus. Die Spielvereinigung belegte 1976 den fünften Rang.
Seine sportlich erfolgreichsten zwei Jahre erlebte der Torjäger unter dem aus Hof gekommenen Trainer Heinz Elzner 1977/78 und 1978/79. Die Mannschaft von Präsident und Sponsor Hans Wölfel startete in die Saison 1977/78 mit 8:0 Punkten und baute am 18. September 1977 mit dem 1:0-Heimerfolg gegen Altmeister 1. FC Nürnberg vor 15.000 Zuschauern die Bilanz auf 14:2 Punkte aus. Sommerer war dreifacher Torschütze beim 5:1-Heimerfolg gegen die Stuttgarter Kickers im November 1977 und die Spielvereinigung rangierte mit 22:6 Punkten auf dem ersten Platz in der Tabelle. Nach der Hinrunde führten Sommerer und Kollegen mit 31:7 Punkten die Tabelle an. In der Rückrunde konnte die Leistung der Vorrunde nicht wiederholt werden und Bayreuth beendete mit einer 48:28-Punktebilanz die Runde auf dem vierten Rang. Am 28. Spieltag, den 5. März 1978, hatte Sommerer den Bundesligaabsteiger Karlsruher SC beim 3:0-Heimerfolg – die Defensive des KSC war mit Torhüter Rudi Wimmer sowie im Feld mit Jürgen Kalb, Karl-Heinz Struth, Rolf Dohmen und Hermann Kohlenbrenner besetzt gewesen – mit drei Toren quasi im Alleingang besiegt. In der Torschützenliste der 2. Bundesliga Gruppe Süd belegte er hinter Peter Cestonaro und Emanuel Günther, die jeweils 27 Tore erzielten, mit 25 Treffern in 37 Spielen den dritten Rang.
Die folgende Runde, 1978/79, eröffneten die Schwarz-Gelben mit einem 10:0-Punktestart und führten damit die Tabelle in der Südgruppe an. Zum erfolgreichen Rundenstart am 29. Juli 1978, einem 3:1-Auswärtserfolg beim TSV 1860 München, hatte Sommerer ein Tor beigesteuert. Nach der Hinrunde führten Wormatia Worms und der Karlsruher SC nach 19 Spieltagen mit zwei Punkten Vorsprung vor Bayreuth die Tabelle an. Die Rundenspiele beendete der Torjäger – 36 Ligaeinsätze mit 24 Toren – am 38. Spieltag, den 9. Juni 1979, beim 5:1-Erfolg bei Borussia Neunkirchen mit zwei Toren und Bayreuth stand mit einem Punkt Rückstand – 53:23/52:24 – zu Meister 1860 München auf dem zweiten Platz. In den beiden Relegationsspielen zur Ermittlung des dritten Bundesligaaufsteigers setzte sich der Vizemeister aus der Nordstaffel, Bayer 05 Uerdingen, durch.
Diese Leistung konnte der Angreifer, insbesondere die Elf der Spielvereinigung, in den folgenden Runden nicht mehr wiederholen und stieg nach dem ersten Jahr der „eingleisigen“ 2. Bundesliga, 1981/82, in den Amateurbereich ab. Das letzte Spiel in der Abstiegssaison bestritt Sommerer am 29. Mai 1982, beim 1:1-Heimremis gegen den SC Freiburg. Er stürmte dabei in der von Manfred Größler als Trainer interimsmäßig geführten Elf im Angriff zusammen mit Michael Tönnies und die weitere Spielvereinigungslegende, Wolfgang Breuer, agierte mit 38 Jahren auf der Liberoposition.
Sommerer blieb der Spielvereinigung auch in der Bayernliga treu und gehörte noch der Meistermannschaft der Saison 1984/85 an, die sich auch in der Aufstiegsrunde zur 2. Bundesliga gegen Viktoria Aschaffenburg, FSV Salmrohr und SV Sandhausen durchsetzen konnte und die Rückkehr in den Profifußball erreichte. Nach einem letzten Einsatz in der 2. Bundesliga 1985/86 beendete er seine höherklassige Spielerlaufbahn.
Im DFB-Pokal ragte das zweimalige Erreichen des Viertelfinals in den Jahren 1977 und 1980 heraus. Zum Höhepunkt wurde der 1:0-Heimerfolg in der 3. Hauptrunde gegen den FC Bayern München. Auf gewalztem Schneeboden erzielte Sommerer am 12. Januar 1980 in der 22. Spielminute vor 18.000 Zuschauern den entscheidenden Treffer gegen die mit Klaus Augenthaler, Paul Breitner und Karl-Heinz Rummenigge angetretenen Bayern.